# Devarodes subvaria
Devarodes subvaria är en fjärilsart som beskrevs av Walker 1854. Devarodes subvaria ingår i släktet Devarodes och familjen mätare. Inga underarter finns listade i Catalogue of Life.